# Рольданильо
Рольданильо (исп. Roldanillo) — город и муниципалитет на западе Колумбии, на территории департамента Валье-дель-Каука. Входит в состав Северного субрегиона.

## История
Поселение, из которого позднее вырос город, было основано в 1576 году. Муниципалитет Рольданильо был выделен в отдельную административную единицу в 1875 году.

## Географическое положение

Муниципалитет Рольданильо

Город расположен в северной части департамента, в гористой местности Западной Кордильеры, к западу от реки Каука, на расстоянии приблизительно 107 километров к северо-востоку от города Кали, административного центра департамента. Абсолютная высота — 945 метров над уровнем моря.
Муниципалитет Рольданильо граничит на севере с территорией муниципалитета Ла-Уньон, на северо-востоке — с муниципалитетом Ла-Виктория, на востоке — с муниципалитетом Сарсаль, на юге — с муниципалитетом Боливар, на западе и северо-западе — с муниципалитетом Эль-Довио. Площадь муниципалитета составляет 217 км².

## Население
По данным Национального административного департамента статистики Колумбии, совокупная численность населения города и муниципалитета в 2015 году составляла 32 778 человек.
Динамика численности населения муниципалитета по годам:
| 2005   | 2006   | 2007   | 2008   | 2009   | 2010   | 2011   | 2012   | 2013   | 2014   | 2015   |
| ------ | ------ | ------ | ------ | ------ | ------ | ------ | ------ | ------ | ------ | ------ |
| 34 698 | 34 497 | 34 288 | 34 094 | 33 912 | 33 713 | 33 524 | 33 342 | 33 154 | 32 968 | 32 778 |

Согласно данным переписи 2005 года мужчины составляли 48,1 % от населения Рольданильо, женщины — соответственно 51,9 %. В расовом отношении белые и метисы составляли 97,3 % от населения города; негры, мулаты и райсальцы — 2,6 %; индейцы — 0,1 %.
Уровень грамотности среди всего населения составлял 92,2 %.

## Экономика
Основу экономики Рольданильо составляет сельское хозяйство.
54,5 % от общего числа городских и муниципальных предприятий составляют предприятия торговой сферы, 30,3 % — предприятия сферы обслуживания, 13,3 % — промышленные предприятия, 1,9 % — предприятия иных отраслей экономики.

## Транспорт
К востоку от города проходит национальное шоссе № 23 (исп. Ruta Nacional 23).